# Пулу-ду-Лобу
Пулу-ду-Лобу (порт. Pulo do Lobo, «Прыжок волка») — водопад, расположенный на реке Гвадиана, примерно в 18 километрах к северу от Мертолы, округ Бежа, регион Байшу-Алентежу, Португалия. Этот водопад высотой около 16 метров является одним из самых высоких водопадов на юге Португалии. Образован рекой Гвадиана, которая разделяет Испанию и Португалию, и расположен в очень узком ущелье: берега в этом месте высокие и каменистые, но тесные, что породило легенду, которая гласит, что перепрыгнуть через это ущелье мог только храбрый человек, дикое животное, которое преследовали, или охотящийся волк.
Как писал Жозе Сарамаго, один из самых известных португальских писателей, Пулу-ду-Лобу — самый драматичный участок Гвадианы, где

«Река кипит между суровыми стенами, воды ревут, плещутся, бьются. Удары течения и ветра вгрызаются в скалы и выгрызают в них миллиметры за столетие, за тысячелетие — вечность».
Водопад представляет собой очень величественное зрелище и является одной из главных достопримечательностей природного парка Вале-ду-Гуадиана. До Пулу-ду-Лобу можно добраться по любом берегу Гвадианы: из деревни Амендоейра по дороге из Мертолы в Бежу (левый берег) или, если ехать из Серпы, через деревню Вале-де-Посуш, где маршрут обозначен указателями (правый берег). У водопада предусмотрены смотровые площадки; лучший вид на водопад открывается с правого берега.
Существует туристический маршрут Пулу-ду-Лобу: он составляет 13,9 километра (20 000 шагов) при перепаде высот около 397 метров и имеет рейтинг сложного.